# Peter Angerer
Peter Angerer (Siegsdorf, 14 juli 1959) is een voormalig Duits biatleet. Hij nam driemaal deel aan de Olympische Winterspelen en werd hierbij eenmaal olympisch kampioen.

## Carrière
Op de Olympische Winterspelen van 1984 in Sarajevo won hij een gouden medaille op de 20 kilometer individueel. Ook won hij toen een zilveren medaille op de sprintafstand en een bronzen medaille met het West-Duitse team. Eerder won hij op de Olympische Winterspelen van 1980 in Lake Placid een bronzen medaille en in op de Olympische Winterspelen van 1988 in Calgary een zilveren medaille. Ook werd hij vijf keer wereldkampioen biatlon en won hij 10 wereldbekerwedstrijden. In 1983 won hij het eindklassement in de algemene wereldbeker.
Peter Angerer won ook twee keer op het Holmenkollen skifestival de 20 kilometer individueel in 1984 en 1985.
Momenteel is hij eigenaar van een skischool in Ruhpolding.

## Resultaten

### Olympische Spelen
| Jaar | Plaats      | Resultaten                                                    |
| ---- | ----------- | ------------------------------------------------------------- |
| 1980 | Lake Placid | 27e 20 km individueel · 8e 10 km sprint · 4x7,5 km estafette  |
| 1984 | Sarajevo    | 20 km individueel · 10 km sprint · 4x7,5 km estafette         |
| 1988 | Calgary     | 10e 20 km individueel · 10e 10 km sprint · 4x7,5 km estafette |

### Wereldkampioenschappen
| Jaar | Plaats        | Resultaten                                                    |
| ---- | ------------- | ------------------------------------------------------------- |
| 1981 | Lahti         | 16e 20 km individueel · 6e 10 km sprint · 4x7,5 km estafette  |
| 1982 | Minsk         | 19e 20 km individueel 31e 10 km sprint 4e 4x7,5 km estafette  |
| 1983 | Rasen-Antholz | 20 km individueel · 10 km sprint · 4e 4x7,5 km estafette      |
| 1985 | Ruhpolding    | 10e 20 km individueel · 8e 10 km sprint · 4x7,5 km estafette  |
| 1986 | Oslo          | 35e 20 km individueel DSQ 10 km sprint DSQ 4x7,5 km estafette |
| 1987 | Lake Placid   | 7e 20 km individueel · 30e 10 km sprint · 4x7,5 km estafette  |

### Wereldbeker

#### Eindklasseringen
| Seizoen   | Algemeen |
| --------- | -------- |
| 1979/1980 | ?        |
| 1980/1981 | 5e       |
| 1981/1982 | 13e      |
| 1982/1983 | Goud     |
| 1983/1984 | Zilver   |
| 1984/1985 | Brons    |
| 1985/1986 | Zilver   |
| 1986/1987 | 20e      |
| 1987/1988 | 4e       |

#### Wereldbekerzeges
| Nr.         | Datum           | Plaats        | Onderdeel         |
| Individueel | Individueel     | Individueel   | Individueel       |
| ----------- | --------------- | ------------- | ----------------- |
| 1.          | 27 januari 1983 | Ruhpolding    | 20 km individueel |
| 2.          | 19 januari 1984 | Ruhpolding    | 20 km individueel |
| 3.          | 21 januari 1984 | Ruhpolding    | 10 km sprint      |
| 4.          | 7 maart 1984    | Oslo          | 20 km individueel |
| 5.          | 17 januari 1985 | Oberhof       | 20 km individueel |
| 6.          | 7 maart 1985    | Oslo          | 20 km individueel |
| 7.          | 18 januari 1986 | Rasen-Antholz | 10 km sprint      |
| 8.          | 30 januari 1986 | Oberhof       | 20 km individueel |
| 9.          | 8 maart 1986    | Lahti         | 20 km individueel |
| 10.         | 14 maart 1987   | Lillehammer   | 10 km sprint      |